# Drop It Like It's Hot
«Drop It Like It's Hot» — пісня американського репера Снуп Догга за участю Фаррелла Вільямса, випущена 27 вересня 2004 року як головний сингл із сьомого студійного альбому Снуп Догга, R&G (Rhythm & Gangsta): The Masterpiece. Пісню спродюсована The Neptunes. Пісня була виконана 11 серпня 2024 року на церемонії закриття літніх Олімпійських ігор 2024 року під час етапу передачі з Парижа в Лос-Анджелес.

## Про пісню
Фраза «drop it like it's hot» вже була вживаною ще до випуску пісні. Це метафоричний опис танцювального руху, який зазвичай виконують жінки, і його виконують різні жінки протягом усього музичного відео.
Пісня має дві радіоверсії: перша — це стандартна цензура, яка видаляє ненормативну лексику та посилання на наркотики, а друга — редагування «extra clean», яка також не містить фрази зі згадками про зброю та банду (і слово «roll» у приспіві).

## Комерційний успіх
«Drop It Like It's Hot» дебютував під номером 51 у чарті Billboard Hot 100. Пісня очолювала цей чарт протягом трьох тижнів з 10 грудня 2004 року. Пісня також досягла першого місця в Hot R&B/Hip-Hop Songs, R&B/Hip-Hop Airplay, Hot Rap Songs, Rhythmic Songs, Digital Songs та Hot 100 Airplay. Пісня отримала золотий сертифікат RIAA.
Сингл досяг десятого місця в британському чарті синглів і потрапив до першої десятки в кількох країнах. Пісня чотири тижні очолювала Recorded Music NZ, і стала першим номером один для Снуп Догга в цьому чарті.

## Музичне відео
Музичне відео було випущено в 2004 році. Режисером виступив Пол Хантер. Кліп знятий у чорно-білих тонах. У відео знялися обидва сини Снуп Догга, Корде і Корделл. Серед інших появ у відео – Террі Кеннеді, Лорен Лондон, колега Фаррелла Вільямса з The Neptunes Чад Г'юго та Pusha T. Відео виграло нагороду за найкраще хіп-хоп відео на MTV Australia Video Music Awards 2006 року та нагороду MOBO за найкраще відео у 2005 році.
Відео виграло нагороду за найкраще хіп-хоп відео на MTV Australia Video Music Awards у 2006 році т за найкраще відео на MOBO Awards у 2005 році.
Танець з рухами рукою на початку кліпу став інтернет-мемом і безліч разів використовувався в масовій культурі.

## Ремікси
- Офіційний ремікс містить нові куплети від Снуп Догга, Фаррелла Вільямса та куплет від Jay-Z, який дисить Р. Келлі за те, що він подав на нього до суду, який з’явився на бонусному компакт-диску Boss'n Up DVD.
- Англійський драм-енд-бейс-продюсер Роні Сайз виконав ремікс із Dynamite MC у Live Lounge на BBC Radio 1 10 січня 2005 року.
- Продюсер глітч-хопу Едіт також створив неофіційний, неопублікований ремікс, який можна знайти на різних мікстейпах.
- Lil Wayne випустив ремікс пісні під назвою «Nah This Ain't the Remix» на своєму мікстейпі The Dedication. Він критикує Снуп Догга за те, що він використовує його фрази, такі як «don't touch my shit nigga» і «I rock a red flag...». Однак він стверджував, що не злий на Снупа.

## Список композицій
- CD-сингл[7]

1. «Drop It Like It's Hot» (за участю Pharrell) — 4:32
2. «Get 2 Know U» (за участю Jelly Roll) — 3:36

## Чарти
| Чарт (2004–2005)                        | Пікова позиція |
| --------------------------------------- | -------------- |
| Австралія (ARIA)                        | 4              |
| Австралія (ARIA) Urban Singles          | 3              |
| Австрія (Ö3 Austria Top 75)             | 9              |
| Бельгія (Ultratop Flanders)             | 9              |
| Бельгія (Ultratop Wallonia)             | 12             |
| Канада CHR/Pop Top 30 (Radio & Records) | 5              |
| Данія (Tracklisten)                     | 2              |
| Європа (Eurochart Hot 100)              | 5              |
| Фінляндія (Suomen virallinen lista)     | 13             |
| Франція (SNEP)                          | 21             |
| Німеччина (Media Control AG)            | 8              |
| Ірландія (IRMA)                         | 7              |
| Італія (FIMI)                           | 11             |
| Нідерланди (Dutch Top 40)               | 5              |
| Нідерланди (Mega Single Top 100)        | 7              |
| Нова Зеландія (RIANZ)                   | 1              |
| Норвегія (VG-lista)                     | 9              |
| Румунія (Romanian Top 100)              | 40             |
| Шотландія (Official Charts Company)     | 16             |
| Швеція (Sverigetopplistan)              | 25             |
| Швейцарія (Media Control AG)            | 3              |
| Велика Британія (UK Singles Chart)      | 10             |
| Велика Британія (UK R&B Chart)          | 2              |
| США (Billboard Hot 100)                 | 1              |
| США (Hot R&B/Hip-Hop Songs) (Billboard) | 1              |
| США (Rap Songs) (Billboard)             | 1              |
| США (Mainstream Top 40) (Billboard)     | 5              |
| США (Rhythmic) (Billboard)              | 1              |

| Чарт (2004)                                      | Позиція |
| ------------------------------------------------ | ------- |
| Велика Британія UK Singles (OCC)                 | 146     |
| Велика Британія UK Urban (Music Week)            | 12      |
| США Billboard Hot 100                            | 71      |
| США Hot R&B/Hip-Hop Singles & Tracks (Billboard) | 43      |
| США Hot Rap Tracks (Billboard)                   | 24      |
| США Rhythmic Top 40 (Billboard)                  | 58      |

| Чарт (2005)                           | Позиція |
| ------------------------------------- | ------- |
| Австралія (ARIA)                      | 36      |
| Австралія Urban (ARIA)                | 14      |
| Австрія (Ö3 Austria Top 40)           | 69      |
| Бельгія (Ultratop 50 Flanders)        | 66      |
| Європа (Eurochart Hot 100)            | 31      |
| Німеччина (Official German Charts)    | 47      |
| Нідерланди (Dutch Top 40)             | 60      |
| Нідерланди (Single Top 100)           | 65      |
| Нова Зеландія (Recorded Music NZ)     | 22      |
| Швейцарія (Schweizer Hitparade)       | 16      |
| США Billboard Hot 100                 | 23      |
| США Hot R&B/Hip-Hop Songs (Billboard) | 5       |
| США Mainstream Top 40 (Billboard)     | 42      |
| США Rhythmic Top 40 (Billboard)       | 18      |

| Чарт (2000–2009)                  | Позиція |
| --------------------------------- | ------- |
| США Billboard Hot 100             | 48      |
| США R&B/Hip-Hop Songs (Billboard) | 13      |
| США Rap Songs (Billboard)         | 1       |

## Сертифікації
| Регіон | Сертифікація  | Продажі    |
| --- | ------------- | ---------- |
| Австралія (ARIA) | Золотий       | 35 000^    |
| Австрія (IFPI Austria) | Золотий       | 15 000*    |
| Данія (IFPI Denmark) | Золотий       | 45 000     |
| Німеччина (BVMI) | Золотий       | 150 000    |
| Італія (FIMI) | Золотий       | 25 000     |
| Нова Зеландія (RIANZ) | 3× Платиновий | 90 000     |
| Велика Британія (BPI) | Платиновий    | 600 000    |
| США (RIAA) | Золотий       | 500 000^   |
| США (RIAA) Mastertone | 2× Платиновий | 2 000 000* |
| *продажі, що базуються лише на сертифікаціях · ^відвантаження, що базуються лише на сертифікаціях · продажі+прослуховування, що базуються лише на сертифікаціях |               |            |